# العلاقات الغينية الميكرونيسية
العلاقات الغينية الميكرونيسية هي العلاقات الثنائية التي تجمع بين غينيا وولايات ميكرونيسيا المتحدة.

## مقارنة بين البلدين
هذه مقارنة عامة ومرجعية للدولتين:
| وجه المقارنة                                              | غينيا       | ولايات ميكرونيسيا المتحدة |
| --------------------------------------------------------- | ----------- | ------------------------- |
| المساحة (كم2)                                             | 245.86 ألف  | 702                       |
| عدد السكان (نسمة)                                         | 12.72 مليون | 105.54 ألف                |
| الكثافة السكانية (ن./كم²)                                 | 51.74       | 15.03 ألف                 |
| العاصمة                                                   | كوناكري     | باليكير                   |
| اللغة الرسمية                                             | لغة فرنسية  | لغة إنجليزية              |
| العملة                                                    | فرنك غيني   | دولار أمريكي              |
| الناتج المحلي الإجمالي (بليون دولار)                      | 10.50 مليار | 336.43 مليون              |
| الناتج المحلي الإجمالي (تعادل القوة الشرائية) بليون دولار | 15.24 مليار | 365.27 مليون              |
| الناتج المحلي الإجمالي الاسمي للفرد دولار أمريكي          | 531         | 3.02 ألف                  |
| الناتج المحلي الإجمالي للفرد دولار أمريكي                 | 1.22 ألف    |                           |
| مؤشر التنمية البشرية                                      | 0.411       | 0.640                     |
| رمز المكالمات الدولي                                      | +224        | +691                      |
| رمز الإنترنت                                              | .gn         | .fm                       |
| المنطقة الزمنية                                           | 00          |                           |

## منظمات دولية مشتركة
يشترك البلدان في عضوية مجموعة من المنظمات الدولية، منها:
| علم المنظمة | اسم المنظمة                                 | تاريخ انضمام غينيا | تاريخ انضمام ولايات ميكرونيسيا المتحدة |
| ----------- | ------------------------------------------- | ------------------ | -------------------------------------- |
|             | مؤسسة التنمية الدولية                       | 26 سبتمبر 1969     | 24 يونيو 1993                          |
|             | يونسكو                                      | 2 فبراير 1960      | 19 أكتوبر 1999                         |
|             | وكالة ضمان الاستثمار متعدد الأطراف          | 5 أكتوبر 1995      | 11 أغسطس 1993                          |
|             | الأمم المتحدة                               | 12 ديسمبر 1958     | 17 سبتمبر 1991                         |
|             | مجموعة دول أفريقيا والكاريبي والمحيط الهادئ | ?                  | ?                                      |
|             | البنك الدولي للإنشاء والتعمير               | 28 سبتمبر 1963     | 24 يونيو 1993                          |
|             | منظمة حظر الأسلحة الكيميائية                | ?                  | ?                                      |
|             | مؤسسة التمويل الدولية                       | 22 أكتوبر 1982     | 24 يونيو 1993                          |
|             | المركز الدولي لتسوية المنازعات الاستشارية   | 4 ديسمبر 1968      | 24 يوليو 1993                          |